# Bahía de Casiguran
La bahía de Casiguran se sitúa al este de la isla de Luzón. Es una bahía longitudinal que se extiende entre la península de San Ildefonso y la contracosta de la isla. De aguas extremadamente calmas y escasa profundidad, era en la antigüedad un refugio adecuado para los navíos frente a las fuertes tormentas marinas. Jurisdiccionalmente se encuentra en la provincia de Aurora, parte integrante de Luzon Central (Gitnang Luzon o Región III). En sus costa se halla el puerto homónimo (latitud 16°15'0", longitud 122°4'0.02")

## Características
Su único acceso al mar se encuentra por el sur, conectándose con el canal de Casiguran (Casiguran Sound), también llamado Seno de Casiguran. En su boca se destaca Motiong Point, lengua de arena con forma de gancho que cierra su acceso, dejando entre ambas costas sólo unos 800 m de agua.
Su particular morfología, con un formato semejante a un ocho, la convierte en una doble bahía. Extremadamente angosta pero de gran longitud. La bahía interior tiene una longitud de unos 12 km y un ancho máximo de 9 km. En tanto el canal externo se extiende por treinta y 5 km (desde el extremo del cabo de San Ildefonso hasta Motiong Point). Numerosos cursos de agua desembocan en ella. En su extremo norte se unen los ríos Casiguran y Casalogan. Estos ríos, que aportan abundante material aluvional, hacen que la cabeza de la bahía sea cenagosa y con aguas de baja salinidad.
El clima es, en general, agradable sin presentar temperaturas extremas y sólo las excesivas lluvias de la estación húmeda dificultan el asentamiento de emprendimientos comerciales.
La zona de la bahía es, desde antiguo, escasamente habitada. Contribuyeron a ello la inaccesibilidad de la misma, ya que es necesario cruzar una cadena montañosa llamada la Sierra Madre para conectar con Manila.

## Hechos históricos
El 20 de enero de 1745 se envió una expedición a cargo del piloto mayor Manuel Gálvez para estudiar la posibilidad de establecer en Casiguran el puerto de llegada para la Nao de Acapulco, evitando de esta manera rodear la isla de Luzón para llegar a Manila, ya sea por el norte cruzando el Cabo Bojeador o por el estrecho de San Bernardino. No obstante el proyecto no se concretó por la escasa profundidad de la bahía, los malos caminos que la comunicaban con los principales centros vecinos y las lluvias monzónicas que la afectaban por largos períodos.
El 11 de mayo de 1818, según informes del gobernador general Mariano Fernández de Folgueras, la fragata La Argentina, al mando del capitán Hipólito Bouchard, entró a la bahía para aguardar el arribo de dos barcos que había capturado en el archipiélago. Frente a las islas Babuyan se había acordado encontrarse en el «Puerto de San Ildefonso». Siguiendo esos mismos informes se observa que las presas (un bergantín y un pontín) atracaron más al sur, o sea no entraron a la bahía propiamente dicha sino que permanecieron en el canal. Luego de aguardarse mutuamente por casi dos semanas, se movieron en sentidos opuestos, alejándose irremediablemente. Este histórico desencuentro, recientemente develado, condicionó el crucero del capitán Bouchard.
Hacia 1840 una serie de terremotos se sucedió en la zona, destruyendo la iglesia del pequeño poblado de Casiguran y originando movimientos orogénicos verticales de hasta 1,5 m (5 ft). Según las declaraciones de los pobladores de la zona, la costa descendía paulatinamente todos los años. También se intentó la extracción comercial de azogue (mercurio) pero sin éxito.
El 2 de agosto de 1968, Casiguran fue el epicentro del fuerte terremoto que azotó Filipinas en 1968 con una intensidad de 7.3 en la escala de Richter.